# 天使の詩 (ゲーム)
天使の詩（てんしのうた）は、日本テレネットが発売した、男女の恋愛をテーマにしたロールプレイングゲームのシリーズ、またはその1作目である。いずれの作品も、人間である主人公と天使であるヒロインを取り巻く運命を描いたストーリーとなっている。公式ジャンル名は「リリカルRPG」。
ゲームはトップビューで表現され、戦闘もランダムエンカウントのターン制というオーソドックスなシステムとなっている。フィールド上では時間経過の概念があり、昼と夜で街の人々の様子も変わる。
ストーリーの要所では『ヴァリス』や『コズミック・ファンタジー』同様のフルボイスのビジュアルシーンが描かれる（3作目を除く）。

## 天使の詩
天使の詩（てんしのうた）は1991年10月25日にPCエンジンSUPER CD-ROM2用ソフトとして発売された。キャラクターデザインは冨士宏。
2016年6月21日より、プロジェクトEGGにて配信開始。
主人公とヒロインの声優に井上和彦と江森浩子を起用しており、『蒼き流星SPTレイズナー』を思い出させる組み合わせとなっている。
ストーリーはケルト神話をモチーフにしている。

### あらすじ
遥かなる古の世界。その時代では魔法を使える人間と使えない人間が共に手を取り合って暮らしていた。しかしやがて魔法を使える人間の中に悪しき者たちが現れ、その力で世界を支配しようと争いを始めた。彼らは争いの中で互いに力を増長させていき、いつしか争いは人智を超えたものとなっていた。そして「悪魔」と化した彼らの中にサタンと名乗る強大な魔王が現れ、悪魔を統率し、世界を力と恐怖で支配しようとした。その時、どこからか現れた「英雄」がサタンを打ち負かし、悪魔たちは地の底に封印され、世界の危機は去った。しかし世界は長い戦いで荒れ果て、人々は英雄に連れられて天上界へと移り住んでいった。その一方で、地上を捨てられない人々は荒廃した世界に残ったのだった。それから長き年月が流れ、地上は残った人々とのその子孫によって再生を遂げていた。かつての戦いは伝説となり、地底界に去った「悪魔」に対し、天上界に移った人々は「神」と呼ばれるようになった。
ロスコモン村に住む青年ケアルとその恋人のクレアは結婚を控えており、洗礼を受けるためにコーク城へと発つ。しかしその道中、魔物カイムに襲われてクレアは連れ去られてしまった。ケアルはクレア救出のために旅立ち、ブゼン、ジト、エンヤと言った仲間の協力を得てクレアのいるバンゴアの塔を目指す。そしてとうとうバンゴアの塔にてカイムを倒し、クレアを救出する。しかしクレアは天上界の王女であり、その記憶を取り戻しつつあった。
彼女の使命は「地底界から地上界に侵攻する闇の勢力を討伐する」ことであり、ケアル一行の旅の目的はクレアの記憶を完全に取り戻す事、そしてその使命を果たす事へと変わる。ジトの死という悲劇に見舞われつつも、四つのハイクロスを解放したケアル一行はとうとう天上界へと到達し、クレアの母である女王マリアと対面する。マリアは改めてクレアの使命と、天上界も地底界も地上界を脅かしてはならないという摂理を告げる。一行は荒波のロッホランにある闇の神殿に向かい、地底界の魔王ルキフェルと対峙する。激しい戦いの末にルキフェルを打ち倒すも、その魂が逃亡を図り、クレアは躊躇いつつケアルに口付けを交わして地底界へと飛び込んでいった。クレアの自己犠牲によって地底界は封印され、世界は救われた。悲しみに暮れるケアルの前にマリアが現れ、クレアを地底界から救い出し、「青年よ悲しまないで。娘は地上での使命を終えて、天に帰る時が来たのだ」と告げて彼女を天上界へと連れて行く。悲痛な叫びを上げるケアルに対し、クレアはまるで彼のことなど忘れたかのように微笑み、母に連れられて天へと昇って行った。最愛の妻と引き裂かれたケアルはただ一人、悲壮な覚悟の表情で孤独の荒野へと踏み出していくのだった。

### 登場キャラクター
ケアル
声 - 井上和彦
主人公。ロスコモン村に住む青年。村長の孫娘・クレアとは恋人同士であり結婚を控えている。コーク城での洗礼を受けクレアと結ばれるため、クレアと共にロスコモン村を旅立つ。
途中、ニューグレンジ洞窟で洗礼に必要な「エウリカの花」を手に入れた二人は、そのままコーク城へ向かうが、コーク城まであと一歩というところで魔物カイムに襲われ、クレアを連れ去られてしまう。クレア救出のため、冒険の旅に出る。しかしその裏には、魔王ルキフェルの復活という世界滅亡のくわだてがあった。
クレアを探し旅を続ける中で、ブゼンやジト、エンヤといった仲間と出会い、また魔物たちと戦っていく内に剣士としての才能を開花させていく。
最後は闇の神殿でルキフェルを倒すが最愛のクレアを失う結果となり、一人地上界へと残されたケアルは、絶望しながらも闇の勢力と戦い続けていくこととなる。
次作『天使の詩II 堕天使の選択』にも登場する。

クレア
声 - 江森浩子
ヒロイン。ロスコモン村の村長の孫娘。村の青年・ケアルとは恋仲で結婚を控えている。コーク城での洗礼を受けケアルと結ばれるため、ケアルと二人でロスコモン村を旅立つが、コーク城の手前で魔物カイムに襲われ連れ去られる。
ロスコモン村の村長に育てられたが、実は血を引いておらず、20年近く前にロスコモン村の前に捨てられていた捨て子であった。その正体は、天上界を治める女王・マリアの娘であり、地上界を侵攻する地底界の闇の勢力を討伐する使命を帯びていた。父はサタンを封印した「英雄」。
バンゴアの塔でケアルたちに救われ再会を果たすが、この時クレアは自身の記憶を取り戻しつつあり、天上界で母と再会した際には完全にその記憶を蘇らせていた。
闇の神殿でルキフェルを倒した後、地底界へとその身を投じ、天上界の王家の使命であるルキフェルの封印を果たす。その直後、マリアによって地底界から救われるとそのまま天上界へと去ってしまった。

ブゼン
声 - 宮内幸平
魔術師の村メイヨで魔術師たちを束ねている高名な魔法使い。以前はコーク城でハイド王の側近を務めていたことがある。
各地で魔物たちが引き起こす問題を解決するための旅をしており、村へ戻ることは滅多にない。
ケアルの旅の目的を聞いたブゼンは、ハイド王からの紹介ということもあり同行を承諾。まずは、ケアルと共に海神マナナーンの力を取り戻し、海の秩序を回復させることに成功する。
海の秩序を回復させた後、ケアルがクレアを取り戻すために闇の勢力と戦っていく決意を改めて聞いたブゼンは、この戦いに最後まで付き合ってくれる。
性格は非常に偏屈で、口も悪い。この性格がトラブルの原因となることがあり、チェピオト城では国王に事情があるとはいえ、国王の態度や言動に悪態をついてしまいパーティー全員が牢に入れられることとなる。ただし話す内容には筋道が通っており、物事の道理と真実を見極める力を持つ心優しい人物である。
『天使の詩II 堕天使の選択』では既に故人であり、風導師の村にて偉人として語り継がれている。

ジト
声 - 田中秀幸
名うての剣士。超一流の剣の腕前はエリンやブリタンニアをはじめ広く知られ、港町トラリーやペンブローク港などの住民からもジトの名を聞く機会が多い。また、ブゼンもジトの剣の腕前には一目を置いている。
妻・サラがクレアと同じく魔物に連れ去られており、ケアルと同じように妻を探す旅を続けているが、何の手がかりもなく途方に暮れてしまい、港町トラリーの酒場で毎夜酒を煽る日々を送っていた。
自分と同じ境遇ながらも、諦めずにクレアを探すケアルに触発されたのか、海の秩序が回復した後に港町トラリーを訪れると、重要な情報と共に仲間に加わり、一緒にブリタンニアへと渡ってくれる。
ブリタンニアのバンゴアの塔で最愛の妻・サラと再会したジトは、目的を果たしたとしてそのままパーティーから外れてしまうが、グラストンベリの丘でのプルトー戦の最中にケアルたちの窮地を助ける形で再登場。そのまま仲間に加わる。
その後もケアルたちと旅を続けるが、オーキルの洞窟で「天河の滴」を守るアモスディと戦った際、ケアルを庇い瀕死の重傷を負ってしまう。助からないと悟ったジトは、そのままアモスディに特攻し、差し違える形で最期を迎えた。
ジトの最強武器「クラウ・ソラス」はコーク城で早い段階で手に入る。続編では、実はケアルの武器として登場する「魔剣ルシエド」と対を成す「聖剣」であることが判明。ルシエドと共に物語のキーとして登場し、彼の子孫であるアレフに受け継がれる。

エンヤ
声 - 萩森侚子
ブリタンニアにあるペンザンス村からやってきた女の子。ペンザンス村は古代ケルト人の生活がそのまま残された村で、村人には世界の数々の伝承や知識、魔法の力が引き継がれており、エンヤにはケルト人の秘められた力が伝わっている。
モントゴメリー城でバンゴアの塔の魔物を一緒に退治してくれる勇敢な戦士を募っているが、誰も力を貸してくれず途方に暮れていたところ、ケアル一行と出会いそのまま仲間に加わった。
古代ケルト人に受け継がれている伝承により、妖精のこと、ケルトの神様のこと、クレアが天上界の王女であること、甦ったルキフェルが魔物を率いて地底界から侵攻してくることを既に知っており、クレアをペンザンス村の村長に引き合わせ、古代ケルト人の伝承を伝えることでクレアの使命を明確にし、ケアルたち一行に天上界へと進む道を示した。
普段は明るい、年相応の女の子といった感じで、誰とでも打ち解けることができる明るい性格である。一人称は「ボク」でボク少女である。
次作『天使の詩II 堕天使の選択』にも登場する。

マリア
声 - 高島雅羅
天上界を治める女王。クレアの実母である。
ブリタンニアにあるハイクロスを解放し、天上界を訪れたケアルたちを迎え入れたマリアは、娘・クレアと邂逅を果たす。
クレアには、「地上界は人間たちのもの。天上界の民も地底界の民も、決してその生活を脅かしてはならない」と告げ、「ルキフェルを封印できるのは、天上界の王家の血を引くクレアでないとできないこと」という使命を改めて伝えた。
そして、遥か昔にクレアの父がルキフェルを封印し、争いを鎮めるために用いたと言われる「天使の涙」を授け、一行を荒波のロッホランへと送り出した。
クレアが地底界でルキフェルを封印した後に現れ、娘を地底界から救出すると共にケアルに対して「青年よ悲しまないで。娘は地上での使命を終えて、天に帰る時が来たのだ」と告げ、クレアを連れて天上界へと帰っていった。

ルキフェル
本作のラストボス。地底界に封印されたサタン一族の王。続編では、サタン配下にして地底界を統べる四魔将の一人であることが判明する。
地上界侵攻を企て、配下を地上界へと送り込んでいる。天上界に連なる者を手当たり次第拉致させており、クレアもその一人として攫われたことがケアルの旅の発端となった。
地上界・天上界の民を「卑小で脆弱で愚か」と見下し、再び恐怖と絶望で世界を支配しようと目論んでいるが、クレアには「魔王サタンと同じ孤独の道を歩むこと」しか知らないと哀れまれた。ケアル一行に敗北後は再び蘇ることを告げて肉体から魂を分離させるが、クレアの捨て身の行動によって地底界へと追い返され、入り口も閉じられたことで地底界ごと再び封印された。
次々作『天使の詩 白き翼の祈り』にも登場する。

### 天使の詩 番外編
ゲームクリア後にⅡボタンを62回以上押し、Ⅰボタンを押すと始まるボイスドラマ。「もしも平和な世界だったら」という設定で繰り広げられるが、鬼嫁と化したクレアにケアルが尻に敷かれたり、平和によって剣士の道が閉ざされて酒に溺れるジトなど、本編をセルフパロディ化したコメディ調の内容となっている。

## 天使の詩II 堕天使の選択
天使の詩II 堕天使の選択（てんしのうたツー だてんしのせんたく）は1993年3月26日にPCエンジンSUPER CD-ROM2用ソフトとして発売された。キャラクターデザインは結城信輝。ディレクター・シナリオは前作の企画補佐だった金子彰史。前作の企画を手掛けた西健一は協力として名を連ねている。金子を始めとする主要スタッフは本作発売日前に退社している。
前作の100年後であるが前作とは別次元の地上界が舞台となっている。しかし繋がりはあり、ストーリー終盤には前作の世界へと冒険の舞台を移す。
2016年12月13日より、プロジェクトEGGにて配信開始。
主要キャラの声優キャスティングに関して、『超獣機神ダンクーガ』を意識したものだという出所不明の噂があったが、金子によると完全なデマであるとのこと。
主人公の選択によってイベントの手順や結果が変化する「フレキシブル・イベントシステム」が搭載されている。特にサブイベントでは結果によって報酬が大きく変化する場合がある。
前作同様、得た情報は「メモ」として記録されるが、今作ではメモの確認は仲間との会話形式となっており問題解決のヒントとなる場合もある。

### あらすじ (天使の詩II)
魔王ルキフェルの地上侵攻を食い止めてから100年。世界は未だ魔物の脅威に晒されていたが、「ダーク教団」の神聖騎士団が魔物討伐を行っては人々に感謝されていた。大陸中央の島にある街アーウィンに住む青年フェイトは、街の近くにある封獄の塔という古い建物が魔物の巣窟になっているため、相棒のシオンと共に退治に向かう。塔を登り、魔物を倒したフェイトとシオンは倒れている一人の少女を発見する。彼女はリアーナと名乗ったが他の記憶を失っていた。ひとまず街にリアーナを連れ帰ったフェイトは、彼女の記憶を探す旅に出る事を決意する。しかしその夜、魔物の群れがアーウィンを襲撃し、フェイト、シオン、リアーナは街を脱出する形で旅立つ羽目になる。そして魔物襲撃がダーク教団の仕業という疑惑が上がり、シオンは教団の潔白を証明するべくフェイトの元を離れて行った。
フェイトはリアーナの記憶を求めて各地を回り、砂漠の民のジーア、盗賊のランゾーと言った仲間を得るが、ひょんな事からダーク教団が異教徒狩りを行っていること、それで確保した人々を使役して超古代の技術を用いた方舟「アグネア」を建造している事実を知り、最高司祭のラミアムと国王ラグナカングに目を付けられる。異教徒狩りの件の報告も兼ね、リアーナの記憶に関する手掛かりを求めてジーアの故郷ラハーサに向かうが、神聖騎士団によって村は破壊されてしまう。それを指揮していたのはシオンだった。レジスタンスであるファンの協力を得、シオンを追って船に乗り込んだフェイトだったが神聖騎士団の剣士メロウズに完敗し、大切なものを守れる力を欲する。
フェイト一行はダーク教を調べるうちにダーク破壊部隊のバラヴァと遭遇する。ルキフェルの細胞で改造されたバラヴァを倒すと天使ラファエルが現れ、リアーナを妹と呼んで速やかに残るルキフェル細胞を浄化するように告げ、去って行った。混乱が深まる中、教団の目的が魔界と繋がる「デーモン・ゲート」を開く事だと判明し、同時にファンに「全てを引き裂く闇の剣」の話を聞いたフェイトは試練を乗り越えて「魔剣ルシエド」を手に入れる。力を手にしたフェイトは、ファンに紹介されたデューイを加えてデーモン・ゲートの開放点に向かう。そこで待ち受けていたメロウズを今度こそ打ち破るも、その戦いにより敵の思惑通りデーモン・ゲートは開き、ルシエドと引き換えにゲートは閉じたもののデューイはその中に吸い込まれてしまった。
メロウズの最期の言葉でラミアムがアグネアを起動させようとしている事を知ったフェイト一行だが、神聖騎士団団長のマリウスから呼び出しを受ける。彼はラミアムが選民思想である事に気付き、フェイトに協力を申し出るのだが、現れたラミアムがマリウスの侍女アルマを殺し、マリウスをも連れ去ってしまう。マリウスに託された方舟「セロ」の前でシオンと対峙するフェイトの前に再びラミアムが現れ、自身の目的がサタンの力を利用して世界を支配することだと明かし、リアーナを拉致して去って行く。真実を知ったシオンはラミアム打倒を誓って去り、フェイト一行はリアーナを救うべくセロに乗って教団の本拠地・魔氷のエクスザーン城に乗り込む。ラミアムは改造したラグナカングを嗾け、それに対しリアーナは突如として記憶を取り戻し、力を開放する。一行はラグナカングを倒すも、真の黒幕はサタン復活を目論む四魔将であると判明し、脱出時にファンが犠牲になる。リアーナは自身がルキフェル細胞の浄化のために遣わされた天使であると明かし、ルキフェル細胞と共に別次元に去った四魔将を追わなければならないと告げるが、フェイトも仲間も迷わず同行を願い出る。一行は次元を超えて別の地上界に移動する。そこは100年前の戦いの舞台であり、止まない雨が降り注ぐ大地だった。
フェイトとリアーナはペンザンス村の少女ティアラとその両親に助けられ、長老エンヤの頼みを受けてティアラと共に暗雲を晴らすべく旅立つ。一方、100年前の英雄ケアルはその身に受けた不老不死の呪いを打ち破るべく最後のルキフェル細胞を探しており、フェイトとリアーナに協力を頼む。ケアルの仲間ジトの曾孫であるアレフを仲間に加えたフェイト一行はエウリカの花を手に入れ、暗雲を晴らす。しかし雨を降らせていたのはラファエルであり、リアーナのもう一つの使命が人間の存在価値を見極めることであったと判明するが、フェイトはリアーナを信じる道を選ぶ。そこにバラヴァと融合したマリウスが出現。ケアルの協力によって遂にバラヴァごと最後のルキフェル細胞を破壊し、呪いの解けたケアルは愛するクレアの待つ天上界へと旅立って行った。
新たに開いたデーモン・ゲートの前でとうとうリアーナの審判の時が訪れる。ラファエルは魔族共々人間を滅ぼすように告げるが、フェイトの叫びに応えたリアーナは地上界を人間に任せ、自身も人間となってそれを見守るという「堕天使の選択」を下す。フェイトは次元の狭間からルシエドを呼び戻し、デーモン・ゲートを閉じた。闇の神殿から地底界に乗り込んだ一行は待ち受ける四魔将を倒し、サタンと融合したラミアムと対峙。魔界柱の罠で窮地に陥るもシオンや他の仲間が駆け付けたことで脱し、フェイトは最後の戦いに挑む。死闘の末に敗れたラミアム・サタンはリアーナを吸収して復活を目論むが、シオンによってルシエドを突き刺されて消滅し、シオンもまた光の中に消えて行った。
戦いが終わり、フェイトはリアーナに「これからも一緒に居たい」と告げる。仲間や人々の祝福を受けながら、フェイトとリアーナはエウリカの花を摘みに発つのだった。100年前にケアルとクレアがそうしたように。

### 登場キャラクター (天使の詩II)

#### パーティーメンバー
本作は主人公フェイト以外の仲間はストーリーに応じて入れ替わる。離脱した仲間の装備品は手元に残り、再加入時には仲間は新たな装備と共にレベルも上げて戻ってくる。通常は任意のメンバーチェンジは出来ず、最終決戦時のみファンを除く7人が自由に編成可能となっている。
フェイト
声 - 矢尾一樹
主人公。幼少期に母に連れられてアーウィンの街に来たが、母の死後はパン屋の夫婦に育てられた。21歳。女好きの軽い性格で正義感が特別強い訳でもないが、街の自衛を兼ねた魔物狩りを生業とする。しかし定職には就いていない。封獄の塔でリアーナと出会ったことにより、彼女の記憶を探す旅に出る。しかし旅立ち直前にアーウィンを破壊され、それが切っ掛けとなって相棒のシオンとは決別し、旅の目的に彼の連れ戻しが加わる。船上での戦いでメロウズに敗れたことでリアーナを守れるだけの力を欲するようになり、試練を乗り越えて魔剣ルシエドの所持者となった。彼が戦う理由は世界や人々のためではなく、一貫して「リアーナと一緒にいたいから」であり、リアーナの正体と使命を知った後は彼女がどのような審判を下しても、自分だけは味方であるという決意を語った。戦いの後はリアーナにプロポーズし、ニューグレンジ洞窟へ向かう。
リアーナ
声 - 山本百合子
ヒロイン。封獄の塔でフェイトと出会った記憶喪失の少女。外見年齢は10代後半。心優しい性格で、回復魔法なども特別な修行を積んだ様子も無いにもかかわらず使える。「天使の涙」という首飾りを持つ。フェイトからの愛称は「リア」。
その正体は前作のクレア同様、使命を帯びて地上界へと舞い降りた天使。その使命とはルキフェル細胞の浄化と、人間が存在に値するかを見極めて最終審判を下す事であった。サタン降臨の生贄としてラミアムに拉致された後、魔氷のエクスザーン城にて記憶を取り戻す。兄であるラファエルには再三人間を滅ぼすように言われるが、旅を経て人間の醜さだけではない美しさや強さを知ったことで迷い、決断を先延ばしにする。海神の神殿にてとうとう審判の時が訪れるが、ただ彼女と一緒にいたいフェイトの叫びでラファエルの手を振り払い、人間に地上界を委ねるという決断を下し、同時に自ら「堕天使」として白き翼を捨てる「選択」をする。それにより定命の存在（寿命を持つ普通の人間）となり、戦いの後はフェイトと共に地上で生きていくこととなった。
シオン
声 - 中原茂
フェイトの幼馴染で魔物狩りの相棒。22歳。「潮騒のオーザリア」の領主の御曹司で、フェイトが母に連れられてオーザリアを訪れた際に友人となった。数年後、フェイト同様にアーウィンで暮らすようになる。フェイトとは対照的に真面目な性格でダーク教を信仰する敬虔な青年だが、信仰心が強過ぎて融通が利かない面がある。
アーウィンの魔物襲撃によってフェイト、リアーナと共に旅立つも、直後に魔物襲撃がダーク教団の手引きだという情報が入ったことで教団の潔白を証明するべくフェイトの元を去ってしまう。その後、神聖騎士団の一員として世界平和実現の名の下にラハーサ族虐殺を指揮するなど手を血で染めるようになり、フェイトと敵対する。その真意はフェイトに劣等感を抱いていた事と、そのような感情を抱くことの無い全ての人が等しく幸せになれる理想郷を求めたからであった。しかしラミアムが本性を現すと騙されていたことに気付き、罪悪感から自身の手でラミアムを討つべくフェイトと別行動を取る。最終決戦時には他の仲間と共に駆け付け、フェイトに加勢する。ラミアム・サタンが逃走を図ると「地上界を救った英雄を失う訳にはいかない」としてフェイトに代わってルシエドでラミアム・サタンにとどめを刺し、その代償で行方不明となる。エンディングにてフェイトは村人の中に一瞬だけ彼の姿を目撃するが、それが本物だったのか幻だったのかは明かされない。
最初の仲間であるが序盤で離脱し、次は最終決戦のみのスポット参戦となる。
ジーア
声 - 藤田淑子
精霊信仰を持つ砂漠の少数民族の出身。27歳。男性口調で口数も少ない。魔術と舞踏術という格闘技を使いこなす。実は元許嫁のラミアムが最高司祭となったダーク教を探る使命を帯びていたが、神聖騎士団にラハーサの人々を虐殺され、パーティーを抜ける。しかしその後、ランゾーと共にフェイト一行を助け、再び加入。別次元移動時に再びはぐれるも後に合流し、リアーナを除けば最も長くフェイトと行動を共にする仲間となる。パーティ外ではランゾーとよく行動を共にし、彼に言い寄られているが軽くあしらっている。
ランゾー
声 - 若本規夫
手癖が悪く大言癖の盗賊。34歳。お調子者だが冷静な判断力を持つ。鍵開け技術と短剣さばきは名人級。ウリムダークの大聖堂に侵入した際に捕まり、地下牢に閉じ込められていたところをフェイト一行に助けられ、そのまま成り行きで同行する。同行に強い動機が無い割に付き合いが良く、兄貴分のような立場で様々な場面で活躍し、最後までフェイトに協力する。
ファン
ギターを背負った旅芸人。32歳。いい加減な性格で放浪癖があるが、意表を突くような武器の扱いに長ける。その正体はダーク教に対抗するレジスタンスのリーダー格。自身の思惑も明け透けに話し、あくまで利害が一致したから互いに利用し合うという形でフェイトと協力するが、フェイトには「きれい言ばかりを口にする奴より信頼できる」と言われた。元神聖騎士団員であり当時からアグネアの整備に関わっていたことから超古代文明についての高い技術力を持ち、フェイト一行が手に入れた方舟セロの起動を行う。魔氷のエクスザーン城にてアグネアの爆発を止めるべく奮闘するが負傷し、離脱。脱出時にはアグネアを限界まで稼働させ、フェイト一行を脱出させた後はアグネアのオリハルコン反応炉の大規模爆発を抑えるべく残り、爆発するアグネアと運命を共にした。
パーティメンバーの中では唯一永久離脱するキャラクター。ビジュアルシーンにも登場せず、担当声優も存在しない。
デューイ
声 - 梁田清之
魔導の街コーストの魔導師で、愛想がよい学者肌の優男。29歳。危険な代物であっても研究したがる旺盛な研究意欲を持ち、必要とあらば禁呪の使用も躊躇わないなど行動派。裸眼では何も見えず、「魔法のメガネ」という眼鏡を掛けている。ファンの紹介で訪れたフェイト一行に同行し、ダーク教の野望を阻止するべく行動する。しかし古代の闘技場で開いたデーモン・ゲートに吸い込まれ、行方不明となる。実はフェイトが投げ込んだルシエドによって魔界に落ちる寸前に助かり、別次元の地上界に放り出されていた。後にフェイト一行と再会し、再び同行するもヤクトインの砦の電撃トラップに引っ掛かってのびてしまい、ランゾーに助け出される。その後も意識を取り戻さなかったので置いて行かれたが、最終決戦には駆け付けた。
ティアラ
声 - 萩森侚子
ペンザンス村に住む、ケルト人の血を引く少女。15歳。弓と魔法の心得がある。世話焼きな性格で、次元を超えてきたフェイトとリアーナを自宅に保護する。エンヤの親書をモントゴメリー王に届ける役割を自ら買って出ており、彼女を心配したエンヤの頼みでフェイトとリアーナも同行することになる。闇の神殿に向かう局面になると「空を飛ぶ船」の伝承を思い出し、エンヤに話を聞くべく離脱する。その後はエンヤから方舟召喚に必要なアークの笛を受け取り、フェイト達の元へ戻ろうとするも雪原で倒れて魔法でも治せない重病を患ってしまう。仙草アルニムで回復するとフェイトにアークの笛を渡し、最終決戦では他の仲間と共に駆け付けた。
アレフ
声 - 伊倉一寿
ジトの曾孫であり、ロスコモン村のガキ大将。15歳。少年ながら曽祖父譲りの剣術の使い手で、身の丈ほどの長剣を軽々と使いこなす。ケアルを「兄貴」と呼んで慕っている。村長の紹介でニューグレンジ洞窟の案内を任されるが、当初はエウリカの花が荒らされると誤解して拒否していた。しかしケアルに説得されて同行する。ケアルが不死の呪いを受けていることは知っているが、呪いが解ければ彼が死ぬことは知らない。天に昇るケアルに聖剣クラウ・ソラスを継ぐように告げられ、曾祖父ジトの思念との対話を経てクラウ・ソラスの使い手となる。闇の神殿ではルシエドを持つフェイトと共にシールドシステムを打ち破った。ティアラとは「ブス」「バカアレフ」などと憎まれ口を叩き合う仲になるが互いに強く意識しており、彼女が高熱で倒れた際には必死に助けようとしていた。

#### ダーク教団
「ダーク神」という神を信仰する宗教団体。魔物討伐を行う「神聖騎士団」を保有するが、その中には異教徒狩りを行う「ダーク破壊部隊」という小隊が存在する。元々は純粋に世界平和を願う団体であったが、ラミアムが最高司祭に就いてからは性質が変化し、武力による侵攻や異教徒狩りを行うようになった。それ故、ラミアム率いる急進派とマリウスら本来の信徒による穏健派との内部分裂も起きている。
ラミアム
声 - 塩沢兼人
ダーク教の最高司祭。理想郷の実現の名の下、世界統一を目論むラグナカングと組んでダーク教の布教を行っている。ラハーサ族の出身でジーアとは許嫁であったが、現在ではラハーサへの迫害を行っている。裏では方舟「アグネア」の建設やルキフェル細胞による人体改造、デーモン・ゲートの開放などの様々な悪事を行っており、その目的はサタンを自らの身体に降臨させて世界を支配することだが、実はこれらはいずれも地底界の四魔将によって与えられたもので、サタンの触媒とするべく野心を利用されていた。
ラミアム・サタン
本作のラストボス。触媒となったラミアムがサタンをその身に降ろして融合した姿。強力な攻撃に加え、それまでの敵とは桁外れの体力を誇る。敗北後は遠い未来での復活を目論み、リアーナを吸収しようとしたが、捨て身の攻撃に出たシオンにルシエドで貫かれ、消滅した。
ラグナカング
世界統一を掲げる国王。魔物に苦しめられる民衆を救い、平和な世界を築くという名目でダーク教団を組み、武力による領土拡大（侵略行為）を行っている。また、人々の意思を統一する上で独自の文化は邪魔なものと見做しては大規模な異教徒狩りを行い、その一環で魔物を用いてラハーサ族を迫害している。しかし実際はラミアムにその地位と野心を利用されていただけであり、最後はルキフェル細胞の改造手術を受けた挙句にフェイト一行に倒される。
ラグナカング・デーモン
ラミアムにルキフェル細胞を植え付けられて巨大化したラグナカング。既に当人の意識は無く、ラミアムに都合良く操られる傀儡に過ぎない。
メロウズ
声 - 飯塚昭三
「赤鬼」の異名で恐れられるダーク教団の剣士。「男にとって、剣士にとって正義とは、己の信念を貫くこと」という信条の持ち主で、無益な殺生を避けたり親友同士の殺し合いをさせなかったりなど高潔な面も持つ。しかし十数年前に国を追われ、妻子を捨てた後悔からラミアムに与えられた理想に傾倒し、死に場所を求めつつラミアムに従っている。一度目の遭遇ではフェイトは手も足も出ず敗れ、力を渇望するようになった。
実はフェイトの父親。古代の闘技場にて強くなったフェイトに敗北するが、デーモン・ゲート開放の条件である「近親同士の殺し合いで流れた血」を満たしてしまい、ラミアムに捨て駒にされた事に気付く。フェイトにルシエドでデーモン・ゲートを塞ぐように告げ、その後はフェイトに道を示して崩れゆく闘技場に残った。
バラヴァ
悪名高いダーク破壊部隊の隊長。ルキフェル細胞による改造手術を受けており、異形の力を振るう。尊大な性格の脳筋キャラで、「たった今、貴様らには2度と誕生日が来ないことが決定した」など台詞回しも独特。無限増殖するルキフェル細胞によって不死となっており、倒される度に復活しては執拗に襲い掛かる。しかし最後はケアルに無限増殖を抑えられた隙にフェイト一行に倒され、完全に死亡した。
再生バラヴァ
一度倒されたバラヴァがルキフェル細胞で再生し、動物と融合した形態。上半身はより異形化し、下半身は狼のような魔物となっている。当人によれば「俺様のど～ぶつを愛する優しい心が彼らとのきずなをより強くし鋼鉄の身体を、より芸術的に再生した」らしい。
マリウス
声 - 森功至
神聖騎士団団長。最高司祭であるラミアムの思想には疑問を抱いており、教団と敵対するフェイト達にも友好的に接する。後にラミアムの真の思惑に気付き、フェイト一行に天河の滴と方舟「セロ」を託すもラミアムにアルマを殺され、自身もルキフェル細胞の改造手術を受けてしまう。オーマーの塔にてバラヴァと融合した状態で現れ、フェイトらに自身を殺すように訴える。ケアルの助力もあって倒された後は、自身やダーク教の本来の夢だった平和の実現をフェイト一行に託し、消滅する。
マリウス・デーモン
マリウスがルキフェル細胞によってバラヴァと融合させられた魔物。マリウスの下半身が逆さになったバラヴァの巨大な顔と化した醜悪な姿をしている。名前こそマリウスだが、意識はほぼ完全にバラヴァに支配されている。バラヴァ曰く「究極の戦闘形態ハイコンプリート・バラヴァ」で、ラグナカングの巨大化能力とマリウスの魔力を取り込んでいるという。
アルマ
声 - 伊倉一寿
マリウスの侍女。過去に魔法で人を死なせた経験があり、それ以来盲目となった。就寝中のフェイトに思念を送るなど超能力を持つ。マリウスと共にフェイト一行に接触するもラミアムの放った光に貫かれ、治療しようとしたリアーナに「天使の姿」を見て息を引き取る。

#### 四魔将
今作における黒幕であり、地底界の闇の勢力を統べるものたち。本来は文字通り4人だったが、前作でルキフェルが倒された為に現在では3人しかいない。盟主であるサタンの復活を目論み、ラミアムにルキフェル細胞や超古代技術を与えた。
サタナキア
道化のような姿をした悪魔。サルガタナスによると己の力を過信し過ぎる悪癖があり、文字通りの道化師と呼ばれている。
サルガタナス
左手に剣を、右手に水晶玉を持つ悪魔。サタナキア以上の妖気を放ち、自身もサタナキアを見下している。
アスタロート
四魔将の紅一点。人間の女戦士のような姿で、背後にはドラゴンの幻影を従えている。サタンを自身の希望としており、最後の砦として立ちはだかる。

#### その他
ケアル
声 - 井上和彦
前作の主人公。100年前に魔王ルキフェルを倒した英雄だが、その際に受けた呪いで不老不死となり、クレアのいる天上界に上がることも適わぬまま闇の勢力と孤独に戦い続けている。そのような経緯からか、長い黒髪の屈強な男性という前作とはまるで別人のような容姿となっている。現在は呪いを解くべく、残るルキフェル細胞の破壊のために行動している。
最後のルキフェル細胞保持者であるバラヴァを倒すべく、天命の剣でルキフェル細胞の無限増殖を抑え、フェイト一行に活路を開く。バラヴァが完全に倒されると呪いが解けたことで肉体が100年分の歳月を経過し、フェイト一行に世界の未来を託して消滅。その魂は天上界で待っていたクレアに迎え入れられ、ようやく結ばれた。
アレフにはジトの遺品であるクラウ・ソラスの所在を教え、また、ロスコモン村に前作での最強防具であった天恵の鎧も遺しており、それもアレフに受け継がれる。
ラファエル
声 - 梁田清之
天上の監察官であり、リアーナの兄。最終審判のためにリアーナを地上に遣わした。厳格だが同時に傲慢な性格で人間を愚かと見下しており、ケアルの悲痛な運命すらも「定命の存在で白き翼の民に関わるから」と言い放ち、リアーナの変化も人間に関わったからとして人間そのものを「流行り病」とまで言ってのける。リアーナの最終審判を待たずに止まない雨を降らせて地上を洗い流そうとするなど、やり口も傍若無人。海神の神殿にてリアーナに最終審判を下させようとするが彼女がそれを拒んで「堕天使の選択」をしたことで折れ、フェイト一行にサタン討伐を任せて天上界へと去った。
次回作『天使の詩 白き翼の祈り』にも登場する。
エンヤ
声 - 萩森侚子
前作より引き続き登場。老婆となっているが、100年を経ても存命である。故郷のペンザンス村の長老となっており、モントゴメリーの城主に親書を届ける役割をティアラに与える。100年前に共に旅をしたケアルとは現在も親交がある。
クレア
前作のヒロイン。ルキフェル打倒後、母・マリアに連れられてケアルを置き去りする形で天上界に帰った。前作と異なり、赤髪になっている。闇の神殿付近の泉では、前作で父がそうしたように今度は自身がフェイト一行にメッセージを送り、回復する。
CD-ROM²および旧システムカードで起動した場合の警告画面ではデフォルメされた「クレッピ〜」として登場する。

### ダークレフト
上記の「クレッピ～」が登場する警告画面で↑↑↓↓Ⅰ+Ⅱ同時押しを入力すると始まるシューティングゲーム。本編とは無関係のSFの世界観であり、完全に別作品となっている。『天使の詩COLLECTION』にも収録されている。

## 天使の詩 白き翼の祈り
天使の詩 白き翼の祈り（てんしのうた しろきつばさのいのり）は1994年7月29日にスーパーファミコン用ソフトとして発売された。シリーズの完結編。前作までの主要スタッフは既に退社しており、残ったスタッフによって開発された。キャラクターデザインも再び一新されている。
前作とはまた異なる地上界が舞台であるが時系列は前作の未来であり、今作もストーリーの繋がりはある。前々作の出来事は「天使の詩」、前作の出来事は「堕天使の選択」という伝説として語り継がれている。旧作同様に主人公とヒロインの恋愛がテーマではあるが、今作はそれに限らず他のキャラクターの恋愛模様も描かれる。
ハードの制約の為前2作と異なりキャラクターボイスは導入されていない。ビジュアルシーンも前作までのようなアニメーションではなく、イベントスチル（一枚絵）を用いた演出になっている。
2018年12月19日より、プロジェクトEGGにて配信開始。
言語によるモンスターとの交渉でもらいレアアイテムの取り引きができる特殊通貨「黒のコイン」や、チェックポイントまで行けば余計な経験値稼ぎをさせない自動レベルアップと駆け引き重視の戦闘が特徴。戦闘も従来のターン制から、各々の素早さに応じて個別に行動する形式に変わっている。
桜庭統と田村信二と初芝弘也作曲。
『天使の詩COLLECTION』には収録されていないが、同作のクラウドファンディングのストレッチゴール達成によりNintendo Switch移植版の開発が決定した。2025年9月18日発売予定。「サウンドモード」「ビジュアルモード」「巻き戻し機能」「画面フィルター」「エンカウントオフ機能」などが追加される。

### あらすじ (白き翼の祈り)
ある日、主人公レイアードは川で動物達と遊ぶクラーナを見て一目惚れ。二人は話をして行く内に親交を深めていくが、それから数日後に一座は別の町に旅立った。この地に留まるよう打ち明けられなかった失意にうちひしがれている時、レイアードは夢で悪魔ベリアルに瞬殺される夢を見る。それがなんなのか解らない内に外に出るとアルフから次の興行先の町で領主の息子とクラーナが結婚式を挙げる事を聞き、二人にレイアを加え３人はそこで反攻レジスタンスに出会い結婚式に乱入。クラーナを取り返す事に成功した二人は駆け落ちの旅に出る。

### 登場キャラクター (白き翼の祈り)
レイアード・ラウアー
主人公の少年。愛称レイ。ファーレルの街の鍛冶屋・マクロードの息子。クラーナと恋に落ち、彼女を守るために剣士の道を志す。
クラーナ・レイティス
ヒロイン。行方不明の両親を探しに旅芸人一座に同行する。歌声が座長の関心をひき、一座の歌姫となる。赤子のころから15歳までユースの街の教会のシスターに養育された。
レオン・フェルエス
旅の剣士。約20年前・6歳の時、魔族の地上侵攻により、両親と妹を失う。旅の剣士フェルエスに救出され、その養子となり剣士の道を歩む。レジスタンスのリーダー・グレイとは親友である。
ソフィア・メムル
女僧侶。レオンの幼なじみで片想いをしており、彼から告白してくれる事をいつまでも待っている。
レヴィ・ルーン
魔法使い。師匠を悪魔サルガタナスに殺されている。その復讐を果たすためレイアードたちに同行する。血の気が多く喧嘩早い上、非常に口が悪い。サキという幼なじみがいる。
アルフレッド
愛称アルフ。レイアードの幼なじみ。クラーナの救出に加勢し、ミリアとともにベルンの街まで同行する。妹がいる。
ミリア
レイアードの幼なじみ。クラーナが現れるまではレイとは友達以上の関係であった。占いなどを好み、魔法を多少あつかえる。
ギルガ
ミーアンの街に住む老戦士。かつてはベアド伯の軍に所属しその戦闘の腕をみがいた。街の防衛や娘のファルの治療が縁でレイアードたちと友好的となる。
キース
ローフの街に住む考古学者。家には蔵書があるものの、行動的な性格で探索の旅に出ることもしばしば。レイアードたちに好奇心を高められ同行する。
マクロード
レイアードの父。ファーレルの街で鍛冶屋を営む。ベテランの職人でその技量が街の内外で高く評価されている。
フェレル
旅の吟遊詩人。レイアードたちの前にたびたび現れ、神話や伝承を語り聞かす。
シスター・レイティス
ユースの街の教会のシスター。孤児の養育などの奉仕活動を行っている。クラーナたち孤児は、「お母さん」と呼び敬慕している。
サキ
サリーヌの街のカルナ神殿を守る巫女。レヴィの幼なじみ。子どもの頃に言った大人になったら嫁にするという口約束を15年間信じ続けてきた。
ランネル
ベルン領主ベアド伯の息子。富や軍隊をかさに傍若無人にふるまう。クラーナを奪われた憎しみを魔導師ルカーズに利用され悪魔ベリアルに変身する。
ラファエル
天上界を守護する聖天使。地上人の愚かな争いに愛想が尽きており、神と天上界の持つ力を全て使い地上生物と悪魔を滅ぼしたいと考えている。

## 天使の詩COLLECTION
天使の詩COLLECTION（てんしのうた コレクション）は2024年9月12日にエディアより発売されたNintendo Switch用ソフト。『天使の詩』と『天使の詩II』を移植したオムニバス作品である。
日本テレネット製ゲームソフトの知的財産権を取得したエディアによる「日本テレネット復刻プロジェクト」の一環で、『夢幻戦士ヴァリスCOLLECTION』『コズミック・ファンタジーCOLLECTION』『テレネット シューティング コレクション』に続いて開発された。2024年4月25日から5月26日までの期間にMakuakeでクラウドファンディングが実施され、300万円の目標額に対して1197万9600円の資金が集まった。ストレッチゴール達成により、『堕天使の選択』の隠しゲーム『ダークレフト』が収録され、3作目『白き翼の祈り』の移植開発も決定した。
2025年2月20日より、『天使の詩』と『天使の詩II』の単品でのダウンロード販売が開始された。